# Serie A2 1992-1993 (pallacanestro femminile)
Il campionato di Serie A2 di pallacanestro femminile 1992-1993 è stato il tredicesimo organizzato in Italia.

## Girone B
|  |     | Classifica finale 1992-1993 | Pt | G  | V  | P  | PtF  | PtS  |
|  | --- | --------------------------- | -- | -- | -- | -- | ---- | ---- |
|  | 1.  | Viterbo                     | 40 | 26 | 20 | 6  | 1819 | 1611 |
|  | 2.  | Marino                      | 40 | 26 | 20 | 6  | 1644 | 1468 |
|  | 3.  | PCR Messina                 | 36 | 26 | 18 | 8  | 1994 | 1845 |
|  | 4.  | Foggia                      | 34 | 26 | 17 | 9  | 1809 | 1641 |
|  | 5.  | Gragnano                    | 32 | 26 | 16 | 10 | 1655 | 1574 |
|  | 6.  | Palermo                     | 32 | 26 | 16 | 10 | 1587 | 1554 |
|  | 7.  | Alcamo                      | 30 | 26 | 15 | 11 | 1727 | 1700 |
|  | 8.  | Anagni                      | 26 | 26 | 13 | 13 | 1651 | 1598 |
|  | 9.  | Ostia                       | 24 | 26 | 12 | 14 | 1752 | 1784 |
|  | 10. | Florens Catanzaro           | 22 | 26 | 11 | 15 | 1619 | 1638 |
|  | 11. | San Raffaele Basket         | 22 | 26 | 11 | 15 | 1643 | 1784 |
|  | 12. | Cor Roma                    | 18 | 26 | 9  | 17 | 1530 | 1661 |
|  | 13. | Pescara                     | 4  | 26 | 2  | 24 | 1570 | 1800 |
|  | 14. | Rieti                       | 4  | 26 | 2  | 24 | 1390 | 1732 |

## Verdetti
- Promosse in Serie A1:  Viterbo e Marino.
- Retrocesse in Serie B:  Pescara e Rieti.